# الاستفتاء المقدوني 2018
جرى استفتاء في جمهورية مقدونيا في 30 سبتمبر 2018، مع سؤال الناخبين «هل تدعم عضوية الاتحاد الأوروبي ومنظمة حلف شمال الأطلسي بقبول الاتفاق بين مقدونيا واليونان؟» ويتعلق بالنزاع الطويل الذي دام 27 سنة بين مقدونيا واليونان بشأن اسم الأخيرة، وهو يتبع اتفاقا مع اليونان بشأن المسألة التي حالت دون انضمام مقدونيا إلى الاتحاد الأوروبي ومنظمة حلف شمال الأطلسي. وقد بدأت الحكومة بالفعل حملة إعلامية اجتماعية بشأن مسألة الاستفتاء.

## خلفية

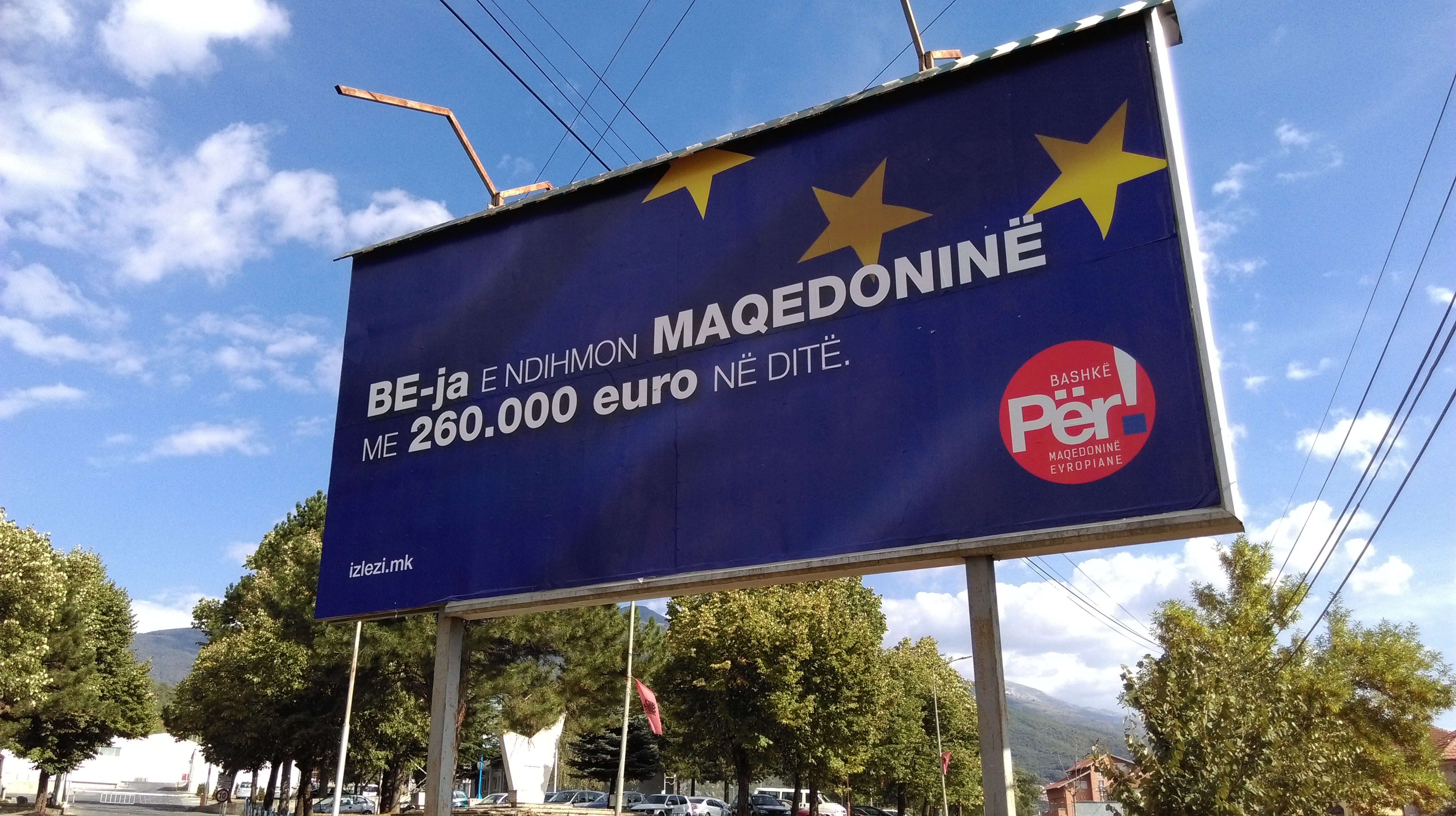
لافتة مؤيدة للاستفتاء في ديبار، ترجمتها تقول: «الاتحاد الأوروبي يساعد مقدونيا بـ260 ألف يورو في اليوم. معا من أجل مقدونيا أوروبية.»

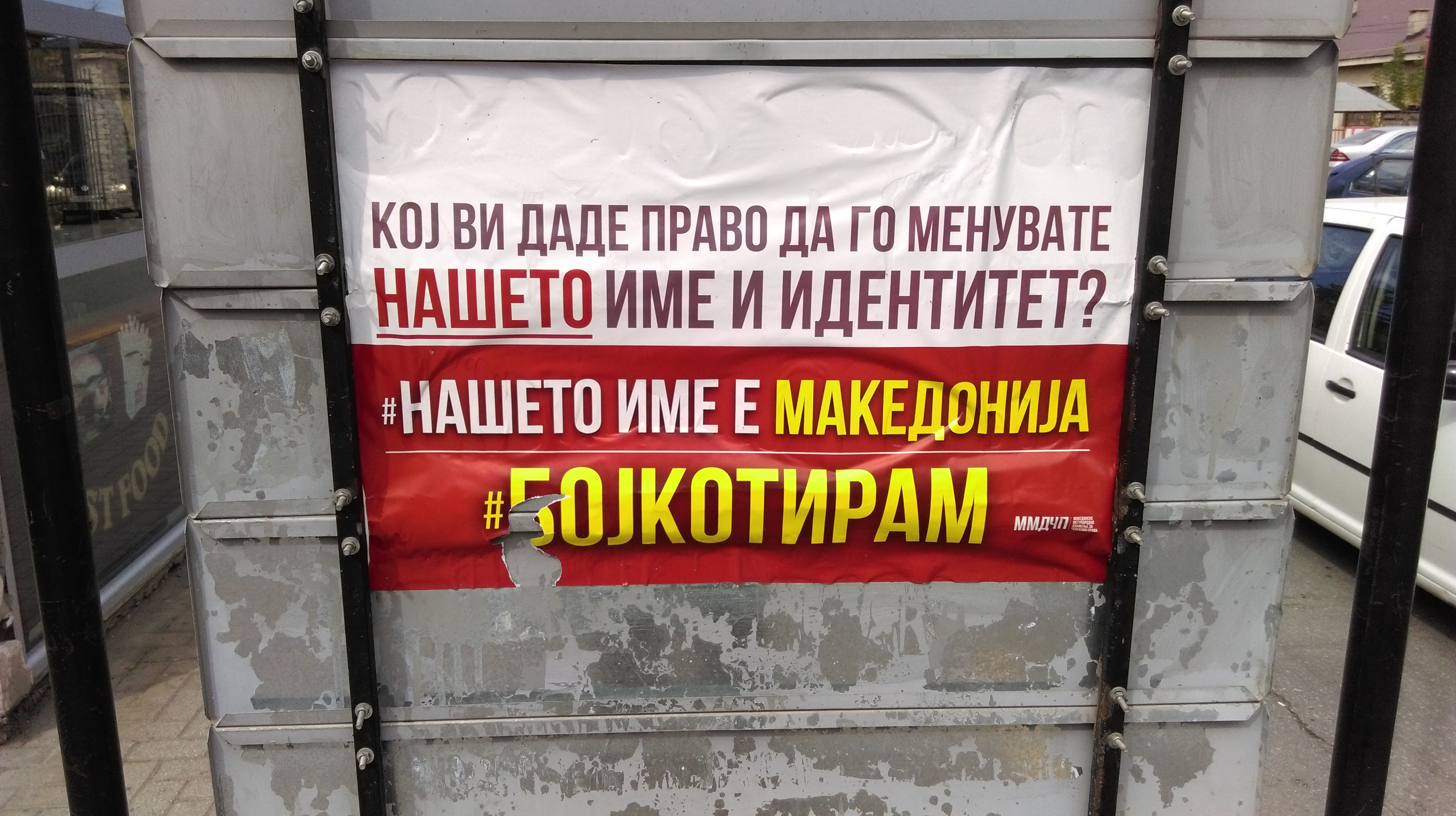
لوحة للدعوة لمقاطعة الاستفتاء في ستروغا. ترجمتها: «من أعطاك الحق في تغيير اسمنا وهويتنا؟ اسمنا هو مقدونيا #أنا سأقاطع»

في أعقاب استقلال مقدونيا من يوغوسلافيا في عام 1991، ادعت الحكومات اليونانية المتعاقبة أن اسم البلد ينطوي على مطالبات إقليمية بشأن مقدونيا اليونانية، واعترضت على استخدام «مقدونيا» من قبل الدولة الجديدة. وقد انضمت إلى الأمم المتحدة في عام 1993 بوصفها «جمهورية مقدونيا اليوغوسلافية السابقة»، في حين اعترفت معظم البلدان بجمهورية مقدونيا تحت اسمها الدستوري.
وباءت بالفشل محاولات متكررة للتفاوض على الاسم المركب لمدة 27 سنة. ومع ذلك، في عام 2018، تكثفت الاتصالات الرفيعة المستوى بين حكومتي البلدين، مع قيام نائب رئيس الوزراء المقدوني بويار عثماني بزيارة أثينا للمحادثات المتعلقة بالاسم في 9 يناير، واجتماع رئيس الوزراء المقدوني، زوران زائيف، مع نظيره اليوناني أليكسيس تسيبراس على هامش المنتدى الاقتصادي العالمي في دافوس، سويسرا، في 24 يناير. وفي اجتماع دافوس، وهو أول اجتماع من نوعه في غضون سبع سنوات، يبدو أن هناك بعض الحلول بين الزعيمين لوضع حد للنزاع القائم على التسمية وتحسين العلاقات بين البلدين. وفي وقت لاحق، وافق زئيف على اتخاذ مبادرات من شأنها أن تخفف من المخاوف اليونانية بشأن السياسات القديمة، في حين قبل تسيبراس عرض مقدونيا بالانضمام إلى المبادرات أو الاتفاقات الإقليمية.
وفي 12 يونيو 2018، أعلن تسيبراس أنه توصل إلى اتفاق مع زائيف "يغطي جميع الشروط المسبقة التي حددها الجانب اليوناني". وسينتج عن الاقتراح تغيير اسم جمهورية مقدونيا إلى جمهورية مقدونيا الشمالية، مع استخدام الاسم الجديد لجميع الأغراض. وأعلن زائيف أن هذا الاتفاق يشمل الاعتراف باللغة المقدونية في الأمم المتحدة، وأن مواطني البلد سيدعون، كما كان الحال قبل ذلك، مقدونيين. بيد أنه سيكون هناك أيضا توضيح صريح مفاده أن مواطني البلد لا يرتبطون بالمقدونيين القدامى. وقال زائيف "إن الاتفاق يؤكد ويعزز بشكل قاطع الهوية الإثنية والثقافية المقدونية، واللغة المقدونية، والجنسية المقدونية. وهو يكفل أمن البلد ويوفر مستقبلا آمنا لمواطني جمهورية مقدونيا. وستعرض هذه التغييرات على استفتاء لمواطني جمهورية مقدونيا في خريف عام 2018. وبالإضافة إلى تغيير اسم البلد، سيزيل الاستفتاء الإشارات إلى "الشعب المقدوني" من الدستور التي تنطوي على تراث قديم. وبالإضافة إلى ذلك ينص الاتفاق على إزالة شمس فيرغينا من الاستخدام العام في جمهورية مقدونيا، وتشكيل لجنة لاستعراض الكتب المدرسية والخرائط في كلا البلدين لإزالة المحتوى الوحدوي وموائمة ها مع معايير اليونسكو ومجلس أوروبا. وتم التوقيع على الاتفاق في بحيرة بريسبا، وهي رقعة مائية مقسمة بين مقدونيا واليونان وألبانيا.
ومهد البرلمان الطريق لإجراء الاستفتاء بالتصديق على الاتفاق للمرة الثانية في مطلع يوليو. بعد مرور شهر على التأخير من جانب التنظيم الثوري الداخلي المقدوني - الحزب الديمقراطي للوحدة الوطنية المقدونية لتأجيل الاستفتاء من أجل إبطاء عملية الاستفتاء بعدم تعيين أعضاء في لجنة الانتخابات الحكومية، وافق البرلمان في نهاية المطاف على تشكيل جديد.

## السؤال
نص السؤال الذي طرح على الناخبين كما يلي:

## النتائج
| الاختيار                        | الأصوات   | ٪     |
| ------------------------------- | --------- | ----- |
| مع                              | 609,813   | 91.46 |
| ضد                              | 37,700    | 5.65  |
| غير صالحة/أصوات فارغة           | 19,221    | 2.89  |
| الكلي                           | 666,743   | 100   |
| المصوتين المسجلين/معدل المشاركة | 1,806,336 | 36.91 |
| المصدر: SEC                     |           |       |